# Max Goedkoop
Max Goedkoop (* 7. November 1928; † 11. April 2017) war ein niederländischer Fußballspieler, der in der ersten Hälfte der 1950er Jahre bei Ajax Amsterdam aktiv war.
Goedkoops Pflichtspieldebüt in der ersten Mannschaft von Ajax, am 25. Januar 1953 in einem Heimspiel gegen die Velseroorder Sport Vereniging (VSV) aus Velserbroek, endete unentschieden 2:2. Bis zur Einführung des bezahlten Fußballs 1954 kam er zu fünf Pflichtspieleinsätzen, erzielte dabei ein Tor. Die Mannschaft, mit Spielern wie Hans Boskamp, Rinus Michels und Ger van Mourik, beendete die Saison 1953/54 in der Eerste Klasse A auf dem zweiten Platz. Drei weitere Einsätze verzeichnete Goedkoop nach der Einführung des Profifußballs, den letzten davon am 19. Mai 1956 bei einer 1:4-Niederlage gegen Fortuna ’54 aus Geleen. In dieser letzten Saison vor Einführung der Eredivisie spielten neben Goedkoop unter anderem Piet van der Kuil und Eddy Pieters Graafland. Das Team wurde letztlich Vierter der Hoofdklasse.